# Armagh (grevskap)
Armagh (iriska: Contae Ard Mhacha) är ett grevskap på Nordirland. Grevskapet är känt som Irlands fruktträdgård på grund av sin bördiga jord. Den viktigaste staden är Armagh.
Den sydligaste delen av Armagh har sedan 1970 varit ett av de mest militariserade områdena i Västeuropa. Orsaken till detta är att en stor majoritet av befolkningen är nationalister vilket har lett till att väpnade grupper som IRA haft lättare att verka där. Denna del av grevskapet har skämtsamt i tidningar kallats för Bandit country. På senare tid har dock den nordirländska fredsprocessen lett till viss nedrustning i området, bland annat har vissa militärbaser lagts ner.
Efter reformen av lokalstyret i Nordirland har inte grevskapet någon administrativ funktion. Istället har det ersatts av distrikt.

## Städer och samhällen
- Armagh
- Craigavon, Crossmaglen
- Lisburn, Lurgan
- Portadown
- Tandragee